# Tomás Genovés y Lapetra
Tomás Genovés y Lapetra (Zaragoza, 28 de diciembre de 1805 - Burgos, 5 de junio de 1861) fue un compositor de ópera y zarzuela español.

## Vida
Nacido en Zaragoza, se educó en el colegio de infantes del Pilar, para marchar más tarde a Madrid a completar su formación de músico. Allí estrenó en 1831 La rosa blanca y la rosa rossa, también llamada La rosa bianca o Enrique y Clotilde, una ópera al estilo italiano, y en 1832 El rapto, una ópera española según el propio autor, una de las primeras óperas que se hicieron en español.
Se trasladó a Italia, dónde estrenó Zelma (1835) en Bolonia, La battaglia di Lepanto (1836) en Roma, Bianca di Belmonte (1838) en Venecia, Iginia d'Asti (1840) en Nápoles y Luisa della Vallière (1845) en Milán. Pasó después por Alemania de vuelta a España donde se dedicó al cultivo de la zarzuela. Su mayor éxito en el género fue la obra en tres actos Los mosqueteros de la reina, que estrena en Valladolid en 1856.
Ejerció de maestro de capilla en la catedral de Tarazona, donde se conserva la música religiosa que compuso. Además también compuso dos sinfonías: Numancia destruida y El Sitio de Zaragoza.
Estuvo casado con la cantante de ópera y zarzuela Elisa Villó.
Trabajó como maestro de música de la familia real, pero tuvo que dejar el trabajo cuando la falta de los pagos mensuales le produjo problemas económicos. Finalmente se traslada a Burgos, donde murió pobre el 5 de junio de 1861.